# Nuh
Nuh es una ciudad de la India, centro administrativo del distrito de Mewat, en el estado de Haryana.

## Geografía
Se encuentra a una altitud de 192 m s. n. m. a 346 km de la capital estatal, Chandigarh, en la zona horaria UTC +5:30.

## Demografía
Según estimación 2011 contaba con una población de 15082 habitantes.